# Kacíři Duny
Kacíři Duny (v originále Heretics of Dune, 1984) je sci-fi román amerického spisovatele Franka Herberta. Jde o pátý díl série románů o pouštní planetě Arrakis, nazývané Duna, navazující na autorovy předchozí romány Duna (Dune, 1965), Spasitel Duny (Dune Messiah, 1970), Děti Duny (Children of Dune, 1976) a Božský imperátor Duny (God Emperor of Dune, 1981). Odehrává se přibližně 1500 let po smrti imperátora Leta II. Atreida, jíž skončil Božský imperátor Duny a jde tak vlastně o první pokračování z celé série, které je značně odpoutáno od původního příběhu, se zcela novými postavami a velmi proměněným uspořádáním poměrů ve vesmíru. Hlavní roli v příběhu hraje Sesterstvo Bene Gesserit, které se snaží zachránit zbytky Starého impéria před brutálními útoky tajemných Ctěných matre.

## Příběh
Po smrti imperátora Leta II. Atreida nastala dlouhá období chaosu. Nejprve bylo lidstvo stiženo hladomorem, poté nastala éra nazvaná Rozptyl - mohutná expanze lidstva do neznámého vesmíru a kolonizace nových planet. Planeta Arrakis, nyní nazývaná pouze Rakis, se znovu proměnila v nebezpečnou poušť osídlenou písečnými červy. Protože píseční červi v sobě nesou část vědomí Božského imperátora Leta, s nímž žili píseční pstruzi v symbióze, jsou na Rakis uctíváni jako Rozdělený bůh.
Tleilaxané v té době ovládají syntetickou výrobu melanže, takže Impérium není výhradně závislé na těžbě koření na Rakis. Kosmická gilda už nemá svůj monopol na intergalaktickou dopravu, protože Iksané vynalezli přístroj, posilující lidské vědomí, takže kosmické lodě už mohou pilotovat navigátoři bez melanžového transu. Díky tomu jsou Tleilaxané a Iksané jedny z nejmocnějších složek v Impériu. Kromě nich část moci nese kněžstvo, vedené Rybími mluvčími, což byla původně fanatická armáda Leta II. Čtvrtou významnou silou je Bene Gesserit, který se stále věnuje důkladnému výcviku těla i mysli a svému genetickému programu - ovšem už nikoli s cílem vytvořit "nadčlověka" Kwisatze Haderacha, ale spíše se snahou zlepšovat u vybraných linií určité významné rysy. Jinak Impérium nemá žádného konkrétního vládce. Je však ohrožováno tajemnými Ctěnými matre, sektou bezcitných zabijáků, tvořenou téměř výhradně ženami. Pocházejí ze vzdáleného vesmíru (označovaného jako Rozptyl - tedy oblast osídlená lidmi v období Rozptylu) a počtem značně převyšují Bene Gesserit, jejž považují za svého úhlavního nepřítele - ačkoli je pravděpodobné, že Ctěné matre jsou ve skutečnosti odpadlickou větví Bene Gesseritu. Ctěné matre neovládají melanžový trans a tedy nevlastní Zděděné vzpomínky, mají daleko nižší schopnost vhlédnout do lidí (například nedokážou rozpoznat tleilaxanské Tvarové tanečníky) a zaměřují se daleko více na bojové schopnosti - v nichž benegesseriťanky převyšují. Jejich specifickou zbraní je zotročování mužů pomocí sexu - každý muž, který má se Ctěnou matre pohlavní styk, jí posléze musí navždy otrocky sloužit. Není možné si je podmanit pomocí Hlasu, na nějž reflexivně reagují útokem.
Bene Gesserit se rozhodne jako zbraň proti Ctěným matre vychovat klon Duncana Idaha. Jedenáct pokusů postupně selže, když se Idaho ještě před probuzením původních vzpomínek stane obětí atentátu. Proto je dvanáctému klonu v pořadí na ochranu stanoven Miles Teg, tehdy už 300 let starý benegesseritský bašár, potomek Atreidů a geniální stratég, často přirovnávaný k vévodovi Leto Atreidovi. Jeho matka byla benegesseriťanka, díky níž získal vynikající výcvik a za svého života vybojoval pro Bene Gesserit celou řadu bitev.
Tleilaxané v té době vytvoří nový druh Tvarových tanečníků, kteří nejen že dokážou měnit svou podobu, ale spolu s ní získat i část vzpomínek a povahy replikované osoby. Díky tomu jsou tyto kopie téměř dokonalé a odhalit je dokážou jen nejlepší benegesseriťanky - a vzhledem ke svému výcviku i Teg. S těmito Tvarovými tanečníky se Tleilaxanům podaří infiltrovat Iksany, Gildu i Rybí mluvčí a kněžstvo na Rakis. Později několik jejich zástupců pronikne i mezi Ctěné matre.
Bene Gesserrit infiltrovat nedokážou, proto s nimi uzavřou křehké spojenectví, protože proti Ctěným matre musejí postupovat koordinovaně. Tleilaxané ovšem věří, že ghola Duncana Idaha je plně pod jejich vlivem. Mezitím se na Rakis objeví dívka jménem Sheena, jejíž existence byla předpovězena Letem II., neboť dokáže ovládat písečné červy. Bene Gesserit má v úmyslu Idaha se Sheenou zkřížit a rozhodne se mu poskytnout co nejlepší výcvik, proto jej ukryjí spolu s Tegem a benegesseriťankou Lucillovou na Gammu (dříve Giedi Primě), kde je Idaho vychováván v benegesseritském stylu a poté jsou mu vyvolány původní vzpomínky.
Při pokusu o útěk na Rakis je Ctěnými matre zajat nejprve Teg a poté i Idaho s Lucillovou. Teg je mučen a zkoumán sondou, která má přečíst jeho utajené myšlenky, avšak místo toho odbourá jakýsi blok v Tegových schopnostech, načež se z něj stane "nadčlověk", který se dokáže pohybovat nesmírnou rychlostí a má ohromnou sílu - spotřebovanou energii však musí doplňovat konzumací neuvěřitelného množství jídla. Díky své schopnosti uprchne ze zajetí, na Gammu shromáždí své bývalé vojáky a společně unesou nekoráb (loď, kterou nelze dohledat předzvěstnou schopností). Mezitím se Ctěná matre Murbella pokusí sexuálně zotročit Idaha, u nějž se však projeví schopnosti, vložené do něj Tleilaxany - ukáže se, že má rovněž schopnost sexuálního zotročování, a proto se s Murbellou podmaní navzájem. Kromě toho se u Idaha vyvolají úplné vzpomínky na všechny jeho minulé inkarnace, takže je svým rozsahem mysli podobný Ctihodným matkám Bene Gesseritu. Teg jej i Lucillovou vysvobodí ze zajetí a uprchnou společně na Rakis.
Sheenu se na Rakis mezitím pokoušejí získat pod svůj vliv tamní kněží, ale brzy se jí ujme Ctihodná matka Odradová (jak se ukáže - Tegova dcera, tedy rovněž Atreidka, kterou nelze sledovat předzvěstnou schopností), která jí předá benegesseritskou výchovu. Společně naleznou v zapomenutém síči Tabr tisíce let starý vzkaz od Leta II., který je varuje před spojenectvím s Tleilaxany.
Když se všichni sejdou na Rakis, dojde k útoku Ctěných matre. Odradové, Idahovi, zajaté Murbelle a Sheeně se podaří před útokem uprchnout na Kapitulu, hlavní planetu Bene Gesseritu. Sheena navíc svými schopnostmi vláká do nekorábu jednoho písečného červa, s jehož pomocí se má Kapitula proměnit na novou Dunu. Teg ovšem při útoku zahyne. Ukáže se, že kromě ostatních schopností je také první člověk, který dokáže svou předzvěstnou schopností vidět nekoráby. Veškerý život na Rakis je zničen atomovými zbraněmi a významně poničen je i Tleilax, z níž na Kapitulu uprchne jediný tleilaxanský Pán Scytale.

## Česká vydání
Román vyšel v češtině zatím pětkrát: v roce 1997 v nakladatelství Svoboda (edice Omnia), a v letech 2002, 2007, 2014, 2022 v nakladatelství Baronet.